# LOST (第3シーズン)
テレビドラマシリーズ『LOST』の第3シーズンは、アメリカ合衆国及びカナダで2006年10月4日から2007年5月23日までに計23話が放送された。第3シーズンの物語は飛行機墜落から68日目から始まり、引き続いて南太平洋の島にたどり着いた40人以上の生存者たちを中心に描かれる。製作側は第1シーズンの内容は生存者の紹介、第2シーズンはハッチについて、そしてこの第3シーズンは島の住民グループの他のものたちについてだと述べている。
前シーズンのスケジュールに関してのファンからの苦情を受け、ABCはシーズンを2つのブロックに分けて放送することを決めた。第1ブロックは水曜日の午後9時より計6話が放送され、その終了から12週後の午後10時より第2ブロックの計17話が放送された。この他に3つの総集編が放送された。シーズン初回の前に「Lost: A Tale of Survival」、第7話の前に「Lost Survivor Guide」、シーズン最終回の前に「Lost: The Answers」が放送された。2007年12月11日にブエナ・ビスタ・ホーム・エンターテインメントよりリージョン1のDVD及びBlu-rayのボックスセット『Lost: The Complete Third Season - The Unexplored Experience』が発売された。

## スタッフ
第3シーズンはタッチストーン・テレビジョン（現在のABCスタジオ）、バッド・ロボット・プロダクションズ、グラス・ストライク・プロダクションズが製作し、アメリカ合衆国ではABCが放送した。エグゼクティブ・プロデューサーは企画者のJ・J・エイブラムスとデイモン・リンデロフの他、ブライアン・バーク、ジャック・ベンダー、ジェフ・ピンクナー、カールトン・キューズが務めた。スタッフライターはリンデロフ、キューズ、ピンクナーの他、共同エグゼクティブ・プロデューサーのエドワード・キッツィス、アダム・ホロウィッツ、ドリュー・ゴダード、スーパーバイジング・プロデューサーのエリザベス・サーノフ、ストーリー・エディターのクリスティーナ・M・キム、エグゼクティブ・ストーリー・エディターのブライアン・K・ヴォーンが務めた。レギュラー監督はベンダー、スーパーバイジング・プロデューサーのスティーヴン・ウィリアムズ、ポール・エドワーズ、エリック・ラニューヴィルが務めた。リンデロフとキューズがショーランナーを務めた。

## キャスト
第3シーズンのメインキャストは16人であり、2006-2007年のテレビシーズンでは同じくABCの『デスパレートな妻たち』に次ぐ多さであった。エヴァンジェリン・リリーはジャックとソーヤーの間で揺れる逃亡者のケイト・オースティンを演じた。マシュー・フォックスは生存者グループのリーダーである医者のジャック・シェパードを演じた。ジョシュ・ホロウェイは冷笑的な詐欺師のジェームズ・"ソーヤー"・フォードを演じた。エリザベス・ミッチェルは島を脱出しようと考える他のものの1人のジュリエット・バークを演じた。ヘンリー・イアン・キュージックはメインキャストに昇格し、3年前から島に居るデズモンド・ヒュームを演じた。ドミニク・モナハンは元ロックスターのチャーリー・ペースを演じた。ナヴィーン・アンドリュースは元イラク共和国防衛隊のサイード・ジャラーを演じた。第2シーズンからゲスト出演しているマイケル・エマーソンは他のものたちを率いるベン・"ヘンリー・ゲイル"・ライナスを演じた。ホルヘ・ガルシアは不幸な億万長者でコミックリリーフ的役割のヒューゴ・"ハーリー"・レイエスを演じた。ダニエル・デイ・キムは英語が喋れない漁師の息子のジンスー・クォン、キム・ユンジンはその妻で英語が喋れる妊婦のサンファ・クォンを演じた。テリー・オクィンは島との深いつながりをもつ疎遠にされた生存者のジョン・ロックを演じた。エミリー・デ・レイヴィンはシングルマザーのクレア・リトルトンを演じた。ロドリゴ・サントロとキーリー・サンチェスは以前から生存者グループに居たがこれまでストーリーに絡まなかったパウロとニッキー・フェルナンデスを演じた。アドウェール・アキノエ＝アグバエは麻薬密売人から神父に転身したミスター・エコーを演じた。
第3シーズンでは複数回出演するゲスト俳優が多数存在する。M・C・ゲイニーは他のものたち1人のトムを演じた。タニア・レイモンドはアレックス、ミラ・ファーランは生誕後に彼女と生き別れとなった母親のダニエル・ルソーを演じた。アンドリュー・ディヴォフはアイパッチを付けた他のもののミハイル・バクーニン、ネスター・カーボネルは不老の他のもののリチャード・アルパートを演じた。マーシャ・トマソンは島に到着したナオミ・ドリットを演じた。ブレイク・バショフはアレックスのボーイフレンドのカールを演じた。マイケル・ボーウェンは復讐心に燃えた他のもののピケット、ウィリアム・メイポーザーはイーサン・ロムを演じた。ソーニャ・ヴァルゲルはデズモンドの恋人のペニー・ウィドモアを演じた。L・スコット・コードウェルとサム・アンダーソンはローズとバーナード・ナドラーを演じた。キンバリー・ジョセフは815便の客室乗務員のシンディを演じた。
第1シーズンのメインキャストであったイアン・サマーホルダーはブーン・カーライル役、第2シーズンまでのメインキャストであったマギー・グレイスはシャノン・ラザフォード役でフラッシュバック場面でゲスト出演した。マルコム・デヴィッド・ケリーは10歳のウォルト・ロイド役で1つの場面に出演した。

## 評価

### 批評家の反応
第1ブロックは謎を増やしすぎた上に十分な答えが示されなかったことで批判された。また第1ブロックでメインキャラクターの多くの登場時間が限られていたことも批判の的となった。例を挙げるとテリー・オクィンが演じたロックは第2シーズンでは最多登場キャラクターであったが、第3シーズンでは全23話中14話の登場にとどまり、ゲスト出演のM・C・ゲイニー演じるトムより2話多いだけであった。また新キャラクターのニッキーとパウロへのファンの反応が芳しくなかったことをリンデロフは認めた。またシーズンを分割し、放送枠を変更したことが視聴者離れを招いたと批判された。キューズは「誰も6話の放送で満足しなかった」と認めた。第2ブロックは批判的に評されたものの、スタッフは第1ブロックの問題点に対処した。多くの答えが示され、またニッキーとパウロは殺害されて退場した。さらにシリーズは3シーズン後に終了することが発表され、キューズは脚本家たちが物語を何処へ向かわせているのか知っていることを視聴者に伝えることを望んだ。

### 受賞とノミネート
第59回プライムタイム・エミー賞では6部門にノミネートされた。ジャック・ベンダーは「Through the Looking Glass」によりドラマシリーズ監督賞、デイモン・リンデロフとカールトン・キューズは同エピソードによりドラマシリーズ脚本賞、マイケル・エマーソンはドラマシリーズ助演男優賞にノミネートされた。またドラマシリーズ・シングルカメラ作品編集賞とシリーズ作品音響編集賞にもノミネートされた。さらにテリー・オクィンはドラマシリーズ助演男優賞で受賞を果たした。
「軌道」によりデイモン・リンデロフとドリュー・ゴダードは全米脚本家組合賞のドラマエピソード賞にノミネートされた。プロデューサーたちは全米製作者組合賞のテレビドラマシリーズ賞にノミネートされた。スタントたちは第14回全米映画俳優組合賞にノミネートされた。さらにテレビ批評家協会賞のドラマ部門にノミネートされた。さらにエリック・ラニューヴィルは「報い」、ジャック・ベンダーは「Through the Looking Glass」により全米監督協会賞にノミネートされた。

### 視聴者数
第3シーズンはアメリカ合衆国では1話平均で1374万人の視聴者を獲得し、ランキングで17位、18-49歳層では9位となった。第1ブロックの平均は第2ブロックよりも400万人多く、第14話はシリーズ最低となる1152万人を記録した。しかしながら『LOST』は2007年の番組で最高記録であった

## エピソード
| № | #     | タイトル                                            | 監督                       | 脚本                                                                       | 特集 キャラクター | 放送日         | 合衆国 視聴者数 （百万人） |
| --- | ----- | --------------------------------------------------- | -------------------------- | -------------------------------------------------------------------------- | ----------------- | -------------- | -------------------------- |
| 50 | 1     | "囚われた者たち" "A Tale of Two Cities"             | ジャック・ベンダー         | 原案: デイモン・リンデロフ 脚本: J・J・エイブラムス & デイモン・リンデロフ | ジャック          | 2006年10月4日  | 18.82                      |
| ジャックはダーマ・イニシアティブのステーション「ハイドラ」に監禁され、他のものの1人であるジュリエットによって尋問される。ケイトとソーヤーはその近くのケージに入れられた。ソーヤーはカールという10代の他ものと共に脱出しようとするが、捕まってしまう。「ヘンリー・ゲイル」の本名はベンであり、他のものたちのリーダーであることが明かされる。フラッシュバックでは、ジャックはサラとの離婚に異議を申し立て、浮気相手を見つけようとする。ジャックは父クリスチャンが相手ではないのかと疑い、彼を殴る。ジャックは逮捕されるが、サラが引取りに来て釈放される。 |       |                                                     |                            |                                                                            |                   |                |                            |
| 51 | 2     | "ガラスのバレリーナ" "The Glass Ballerina"          | ポール・エドワーズ         | ジェフ・ピンクナー & ドリュー・ゴダード                                    | サン & ジン       | 2006年10月11日 | 16.89                      |
| ベンは自分たちに協力すれば島から開放するとジャックに言う。ケイトとソーヤーは石をどかす作業に駆り出される。彼らはベンによってビデオで監視されていた。ジン、サイードは他のものたちを待ち伏せする。サンがヨットに残っていると他のものたちが襲撃し、そのうち1人のコリーンを射殺する。ヨットは奪われてしまい、サン、ジン、サイードは歩いてキャンプへ戻る。フラッシュバックは、サンの父が彼女とジェ・リーの不倫現場を目撃し、ジンに彼を殺すように命じる。ジンはジェを殺せず、国外に逃げるように言うが、その後彼は自殺する。 |       |                                                     |                            |                                                                            |                   |                |                            |
| 52 | 3     | "次なる導き" "Further Instructions"                 | スティーヴン・ウィリアムズ | カールトン・キューズ & エリザベス・サーノフ                                | ロック            | 2006年10月18日 | 16.31                      |
| ロック、デズモンド、ミスター・エコーはハッチの爆縮から生き残る。ロックはブーンの姿を見るとエコーを救うためにチャーリーとジャングルへ行き、ホッキョクグマから彼を助ける。ハーリーはデズモンドが未来を見ることができると気づく。 |       |                                                     |                            |                                                                            |                   |                |                            |
| 53 | 4     | "自らのために生きよ" "Every Man for Himself"        | スティーヴン・ウィリアムズ | エドワード・キッツィス & アダム・ホロウィッツ                              | ソーヤー          | 2006年10月25日 | 17.09                      |
| コリーンが死亡するとその夫のピケットはソーヤーに怒りをぶつける。ソーヤーは、ペースメーカーを移植され、心拍数が140を超える場合は爆発すると言われるが、それは彼を手懐けるための嘘だった。ベンは、今居る島は他の生存者たちが残っているのとは別の島であり、脱出を企んでも無駄であるとソーヤーに伝える。フラッシュバックでは、ソーヤーは刑務所に入っているときに娘が生まれていたことを知る。彼は気にしていないと言うが、後に匿名で娘に多額の金を送る。 |       |                                                     |                            |                                                                            |                   |                |                            |
| 54 | 5     | "懺悔" "The Cost of Living"                         | ジャック・ベンダー         | アリソン・シャプカー & モニカ・オウス＝ブリーン                            | ミスター・エコー  | 2006年11月1日  | 16.07                      |
| エコーはジャングルで弟のイエミーであると思われる者を追う。だがその正体は煙のモンスターであり、エコーは殺される。ジャックは自分が捕まった理由はベンの脊髄腫瘍を手術するためであると知る。ジュリエットは手術中に偶然を装ってベンを殺す計画をジャックに持ちかける。フラッシュバックでは、イエミーが殺された後にエコーが神父となり、町を守るためにならず者たちを殺す。 |       |                                                     |                            |                                                                            |                   |                |                            |
| 55 | 6     | "誓い" "I Do"                                       | タッカー・ゲイツ           | デイモン・リンデロフ & カールトン・キューズ                                | ケイト            | 2006年11月8日  | 17.15                      |
| ケイトとソーヤーはセックスする。ピケットはソーヤーを殺そうとする。ジャックはベンの手術の最中、ケイトとソーヤーを逃がさないと彼を殺すと脅す。フラッシュバックでは、ケイトは普通の生活を送り、結婚しようとするが、結局恋人に自分の過去を告白して逃げる。 |       |                                                     |                            |                                                                            |                   |                |                            |
| 56 | 7     | "偽りの場所" "Not in Portland"                      | スティーヴン・ウィリアムズ | カールトン・キューズ & ジェフ・ピンクナー                                  | ジュリエット      | 2007年2月7日   | 14.49                      |
| 他のものたちの1人の少女のアレックスはケイトとソーヤーに船を提供し、代わりに2人は彼女のボーイフレンドのカールを洗脳部屋から助け出す。ケイトとソーヤーを追ってきたピケットはジュリエットによって射殺される。ジャックはベンの手術を終える。フラッシュバックでは、815便墜落から3年前にジュリエットが不妊治療医をしていたことが明かされる。 |       |                                                     |                            |                                                                            |                   |                |                            |
| 57 | 8     | "軌道" "Flashes Before Your Eyes"                   | ジャック・ベンダー         | デイモン・リンデロフ & ドリュー・ゴダード                                  | デズモンド        | 2007年2月14日  | 12.84                      |
| チャーリーとハーリーは本当にデズモンドが未来を見ることができるのか確かめるために酒に酔わせる。フラッシュバックでは、ハッチの爆縮後デズモンドに何が起こったのかが明かされる。デズモンドは島に来る前のペニーとの日々を思い起こす。 |       |                                                     |                            |                                                                            |                   |                |                            |
| 58 | 9     | "裁きの時" "Stranger in a Strange Land"             | パリス・バークレイ         | エリザベス・サーノフ & クリスティーナ・M・キム                             | ジャック          | 2007年2月21日  | 12.95                      |
| ジュリエットは、ピケット殺害の件で裁判にかけられる。ジャックとベンの助けにより、ジュリエットは死刑を免れる。ジャックたちは別の島にある他のものたちの家へと移り始める。フラッシュバックでは、タイで休暇中のジャックがタトゥーを入れる。 |       |                                                     |                            |                                                                            |                   |                |                            |
| 59 | 10    | "希望" "Tricia Tanaka Is Dead"                      | エリック・ラニューヴィル   | エドワード・キッツィス & アダム・ホロウィッツ                              | ハーリー          | 2007年2月28日  | 12.78                      |
| ケイトとソーヤーはビーチに戻ってくる。ハーリーはジャングルで古いバンを発見し、皆に希望を与えようと考え、ジン、チャーリー、ソーヤーと共に修理する。ケイトはジャングルに入ってルソーに会い、アレックスのことを伝える。フラッシュバックでは、ハーリーの家族の葛藤が描かれる。ハーリーが宝くじを当てた後、失踪中だった父親が戻ってくる。 |       |                                                     |                            |                                                                            |                   |                |                            |
| 60 | 11    | "コード77" "Enter 77"                               | スティーヴン・ウィリアムズ | カールトン・キューズ & デイモン・リンデロフ                                | サイード          | 2007年3月7日   | 12.45                      |
| ロック、サイード、ケイトはジャングルでダーマの通信ステーションを調査し、その住民のミハイルと遭遇する。彼らは通信ステーションを出た後、ロックはそこを爆破してしまう。ソーヤーは、持ち物を取り戻すためにハーリーにピンポン対決を持ちかけるが、敗北し、1週間他人をアダ名で呼ぶのを禁止される。フラッシュバックでは、サイードがパリでかつて自分に拷問されたという人物と会う。 |       |                                                     |                            |                                                                            |                   |                |                            |
| 61 | 12    | "海を渡って" "Par Avion"                            | ポール・エドワーズ         | クリスティーナ・M・キム & ジョーダン・ローゼンバーグ                       | クレア            | 2007年3月14日  | 12.48                      |
| クレアは、科学調査用と思われる渡り鳥の群れを発見し、捕まえて救助メッセージを結ぼうとする。チャーリーは協力せず、またデズモンドが妨害すると彼女は怒り出す。デズモンドはチャーリーが鳥を捕まえようとして転落死する未来を見たことをクレアに説明する。ロック、サイード、ケイト、ルソーは超音波フェンスを乗り越えて他のものたちの住宅地へと辿り着くが、そこに居たのはフットボールを楽しむジャックと他のものたちであった。フラッシュバックでは、クリスチャン・シェパードがクレアの実父であることが明かされる。クリスチャンはクレアの母が自動車事故で植物状態となった際に彼女の前に現れる。 |       |                                                     |                            |                                                                            |                   |                |                            |
| 62 | 13    | "魔法の箱" "The Man from Tallahassee"               | ジャック・ベンダー         | ドリュー・ゴダード & ジェフ・ピンクナー                                    | ロック            | 2007年3月21日  | 12.22                      |
| ロック、サイード、ケイトは初めて他のものたちの住処に遭遇し、そこでジャックが楽しそうに過ごしているのを見つける。ジャックとジュリエットは、他のものたちの潜水艇を使って島を出るという約束をベンと交わしていたが、ロックによってそれは爆破される。ベンはロックの父を捕えていることを明かす。フラッシュバックでは、ロックは父親によって8階から突き落とされ、下半身麻痺となってしまう。 |       |                                                     |                            |                                                                            |                   |                |                            |
| 63 | 14    | "エクスポゼ" "Exposé"                               | スティーヴン・ウィリアムズ | エドワード・キッツィス & アダム・ホロウィッツ                              | ニッキー & パウロ | 2007年3月28日  | 11.52                      |
| チャーリーは、以前にジャングルでサンを襲ったのは自分とソーヤーだったことを彼女に伝える。生存者たちは死んだと思われるニッキーとパウロを調査する。フラッシュバックでは、ニッキーとパウロの過去が描かれる。彼らは大富豪のテレビマンからダイヤモンドを強奪し、墜落の際にそれを失くしたために探していた。その後2人は毒蜘蛛に噛まれ、8時間仮死状態となる。だが事情を知らない生存者たちは2人が死んだものと思い込み、そのまま埋葬してしまう。 |       |                                                     |                            |                                                                            |                   |                |                            |
| 64 | 15    | "二人の女" "Left Behind"                            | カレン・ガヴィオラ         | デイモン・リンデロフ & エリザベス・サーノフ                                | ケイト            | 2007年4月4日   | 11.66                      |
| 他のものたちとロックはジャック、ケイト、サイード、ジュリエットを残して住処を去る。ケイトとジュリエットは煙のモンスターに襲われるが、超音波装置で撃退する。ハーリーはソーヤーを騙して仲間たちに償いをさせる。フラッシュバックでは、ケイトが母と再会するが、拒絶される。 |       |                                                     |                            |                                                                            |                   |                |                            |
| 65 | 16    | "新たな仲間" "One of Us"                            | ジャック・ベンダー         | カールトン・キューズ & ドリュー・ゴダード                                  | ジュリエット      | 2007年4月11日  | 12.09                      |
| ジャック、サイード、ケイトはジュリエットを連れてビーチに戻る。生存者たちはジュリエットを連れた理由について、ジャックに不信を抱く。クレアは以前にイーサンから打たれた薬により苦しむが、ジュリエットによって助けられる。フラッシュバックでは、島に来た後のジュリエットが描かれる。ジュリエットは島の妊婦を救うことができず、自分の意志に反して島に残ることとなる。また彼女は生存者キャンプをスパイするようにベンから命じられる。 |       |                                                     |                            |                                                                            |                   |                |                            |
| 66 | 17    | "ジグソーパズル" "Catch-22"                         | スティーヴン・ウィリアムズ | ジェフ・ピンクナー & ブライアン・K・ヴォーン                               | デズモンド        | 2007年4月18日  | 12.08                      |
| フラッシュに導かれたデズモンドはチャーリー、ハーリー、ジンを連れてジャングルに入り、ヘリコプターから降りてきたナオミと遭遇する。ケイトはジュリエットとジャックが仲良くしているのを見た後にソーヤーと寝る。フラッシュバックは、僧侶とペニーとの会談としてデズモンドの時刻を示しています。 |       |                                                     |                            |                                                                            |                   |                |                            |
| 67 | 18    | "受胎の日" "D.O.C."                                 | フレデリック・E・O・トーイ | エドワード・キッツィス & アダム・ホロウィッツ                              | サン              | 2007年4月25日  | 11.86                      |
| 他のものたちの妊婦が島で出産前に全員死亡していることを知ったサンはジュリエットと共にダーマの医療ステーションへ行き、超音波検査を受ける。ジュリエットはベンにメッセージを残す。デズモンドはジャングルでミハイルと遭遇し、ナオミを治療させる。フラッシュバックでは、死んだと思われていたジンの実母から恐喝されるサンが描かれる。ハーリーはナオミからオーシャニック815便は「発見済み」であり、「生存者はいない」と思われていることを知る。 |       |                                                     |                            |                                                                            |                   |                |                            |
| 68 | 19    | "報い" "The Brig"                                   | エリック・ラニューヴィル   | デイモン・リンデロフ & カールトン・キューズ                                | ロック            | 2007年5月2日   | 12.33                      |
| フラッシュバックは、捕らえられた父と再会した後のロックの行動が描かれる。現在、ロックはソーヤーを「ブラック・ロック号」へと連れて行き、そこに監禁した父と会わせ、殺させる。 |       |                                                     |                            |                                                                            |                   |                |                            |
| 69 | 20    | "誕生" "The Man Behind the Curtain"                 | ボビー・ロス               | エリザベス・サーノフ & ドリュー・ゴダード                                  | ベン              | 2007年5月9日   | 12.11                      |
| ロックは他のものたちと合流し、ベンは渋々ながら彼を他の者たちの謎の指導者のジェイコブのもとへ案内する。ロックはジェイコブを見ることができないが、彼の声を聞き、そしてベンから撃たれてダーマの死体の穴に放置される。ソーヤーがロックから渡されたボイスレコーダーを持ち帰り、ジュリエットがベンに情報を流していることを知ると生存者グループの不信感はピークを迎えるが、そこへジャックとジュリエットが現れて説明を始める。フラッシュバックでは、少年時代にダーマ・イニシアティブと共に来島したベンが描かれる。ベンは他のものたち（現在と同じ容姿のリチャード・アルパートを含む）と共謀し、ダーマの職員たちの大部分を殺す。 |       |                                                     |                            |                                                                            |                   |                |                            |
| 70 | 21    | "グレイテスト・ヒッツ" "Greatest Hits"              | スティーヴン・ウィリアムズ | エドワード・キッツィス & アダム・ホロウィッツ                              | チャーリー        | 2007年5月16日  | 12.32                      |
| ジャックは妊婦を誘拐するためやってくる他のものたちを待ち伏せし、ダイナマイトで爆殺する計画を立てる。デズモンドはクレアとアーロンを島から脱出させるためには、海中のダーマ・ステーションでスイッチを押して妨害電波を止めなければならず、そしてその過程でチャーリーは死んでしまうことを彼に伝える。チャーリーは彼の運命を受け入れ、ナオミの衛星電話を使えるようにするためにステーションへ潜る決意をする。潜る前にチャーリーは「人生最高の瞬間ベスト5」をリストアップし、クレアに渡すようにデズモンドに頼む。 |       |                                                     |                            |                                                                            |                   |                |                            |
| 71–72 | 22–23 | "決行 / 終わりの始まり" "Through the Looking Glass" | ジャック・ベンダー         | カールトン・キューズ & デイモン・リンデロフ                                | ジャック          | 2007年5月23日  | 13.86                      |
| 他のものたちを殺そうとする計画は失敗し、サイード、ジン、バーナードはビーチで人質となる。チャーリーはルッキング・グラスで妨害電波を止め、ペニー・ウィドモアと連絡を取るが、彼女とナオミが乗ってきた船は無関係であることが判明する。直後にミハイルの爆弾によって通信室は浸水し、チャーリーは溺死する前に掌に「ペニーの船じゃない」と書き、それを窓越しにデズモンドに見せて警告する。ソーヤー、ジュリエット、ハーリーはビーチで人質を救出する。生存者たちはラジオ塔に到着し、ルソーは救難信号の送信を停止させる。ナオミは船と連絡しようとするが、ベンと同じくそれが間違いであると主張するロックによって刺される。ベンとロックの警告を無視してジャックは通信を始める。今回よりフラッシュバックに代わって導入された「フラッシュフォワード」では島から脱出した後のジャックの悲惨な人生が描かれる。ケイトと再会したジャックは島を出るべきでなかったと言い、戻らなくてはならないと主張する。 |       |                                                     |                            |                                                                            |                   |                |                            |

## ホームメディア発売日
| Lost: The Complete Third Season – The Unexplored Experience |                       |                |               |                |
| 発売日                                                      |                       |                |               |                |
| ブラジル                                                    | アメリカ合衆国 カナダ | オーストラリア | 日本          | イギリス       |
| 2007年9月26日                                               | 2007年12月11日        | 2007年10月17日 | 2008年2月20日 | 2007年10月22日 |